# Pam Dukes
Pam Dukes (eigentlich Pamela Camille Dukes; * 15. Mai 1964) ist eine ehemalige US-amerikanische Kugelstoßerin und Diskuswerferin.
Bei den Panamerikanischen Spielen 1987 in Indianapolis wurde sie Fünfte im Kugelstoßen.
1991 wurde sie bei den Panamerikanischen Spielen in Havanna Vierte im Diskuswurf und schied beim Kugelstoßen der Leichtathletik-Weltmeisterschaften in Tokio in der Qualifikation aus.
Bei den Olympischen Spielen 1992 kam sie im Kugelstoßen nicht über die erste Runde hinaus.
1987 wurde sie für die Stanford University startend NCAA-Meisterin.

## Persönliche Bestleistungen
- Kugelstoßen: 18,11 m, 26. Juni 1987, San José
- Diskuswurf: 61,14 m, 16. Mai 1992, Modesto